# Haematopota gracilicornis
Haematopota gracilicornis är en tvåvingeart som beskrevs av Stone och Philip 1974. Haematopota gracilicornis ingår i släktet Haematopota och familjen bromsar.
Artens utbredningsområde är Thailand. Inga underarter finns listade i Catalogue of Life.